# العلاقات الأرمينية الفلسطينية
العلاقات الأرمينية الفلسطينية هي العلاقات الدولية بين أرمينيا ودولة فلسطين. تدعم أرمينيا حل الدولتين. صرح رئيس أرمينيا السابق سيرج سركسيان أن أرمينيا تدعم تقرير المصير للشعب الفلسطيني في مقابلة مع قناة الميادين. كما وصف الرئيس الفلسطيني محمود عباس أرمينيا بأنها «حليف كبير لفلسطين».

## التاريخ
يعود وجود الأرمن في حارة الأرمن في القدس إلى القرن الرابع بعد الميلاد، حيث تأسست بطريركية الأرمن في القدس منذ عام 638 بعد الميلاد.
في عام 1948، كان عدد السكان أكثر من نحو 15000 أرمني. هاجر الكثيرون في العقود الأخيرة بسبب الصراع العربي الإسرائيلي والأوضاع الاقتصادية، حيث عاد الآلاف إلى جمهورية أرمينيا الاشتراكية السوفيتية أو إلى بلدان أخرى خصوصًا بعد حرب عام 1948.

## العلاقات الدبلوماسية
صوتت أرمينيا صالح منح دولة فلسطين صفة مراقب عضو في الأمم المتحدة عام 2012.
في يناير 2020، زار الرئيس الأرميني أرمين سركيسيان مدينة بيت لحم والتقى بالرئيس الفلسطيني محمود عباس.
في نوفمبر 2021، التقى وزير الخارجية الأرميني أرارات ميرزويان مع نظيره الفلسطيني رياض المالكي في باريس.
في 21 يونيو 2024، أعلنت خارجية أرمينيا اعترافها الرسمي بدولة فلسطين. ولقى هذا الاعتراف ترحيبًا كبيرًا من الرئاسة الفلسطينية.

## التبادل التجاري
ارتفع التبادل التجاري بين أرمينيا وفلسطين في السنوات الأخيرة. تشمل الصادرات من فلسطين إلى أرمينيا الأدوية المعبأة، والواردات إلى فلسطين من أرمينيا تشمل العصائر والشوكولاتة.